# きみが死ぬまで恋をしたい
『きみが死ぬまで恋をしたい』（きみがしぬまでこいをしたい）は、あおのなちによる日本の漫画作品。略称は「きみ死ぬ」。『コミック百合姫』（一迅社）にて2018年10月号から2020年2月号まで連載された後（12話まで）、『ゆりひめ@ピクシブ』（同社）にて2020年1月より連載中。
戦争用兵器として育てられる少女たちを描いたダーク・ファンタジー作品である。
単行本第4巻が発売された2021年6月30日に、描きおろしイラストが使用されているLINEスタンプが発売された。
2025年3月時点で電子書籍・海外版を含むシリーズ累計部数は60万部を突破している。

## あらすじ
身寄りのない子供を受け入れ、戦争用の魔術兵器へと育て上げる「学校」。ここで暮らす子供たちにとって人の死はあまりにも身近で、それを悲しむことすらままならないのが当たり前の日常である。
14歳の少女シーナは、ある朝突然ルームメイトを喪った。悲嘆に暮れそうになるのを抑え込み、気丈に振舞う彼女のところに近付いてきたのは、返り血に染まった一人の少女だった。翌日、ミミと名乗るその少女はシーナのクラスに新入生としてやってきた。学校の秘密兵器と噂される彼女との出会いが、自らの境遇を受け止めきれないシーナの心に変化を及ぼしていく。

## 登場人物
声の項はYouTube『ichijinshaPV』にて公開された原作PVおよびテレビアニメの声優。
トツキ・シーナ
声 - 高橋李依
本作の主人公である14歳の少女。魔法も成績もごく平凡である。戦争や誰かが傷つくことを嫌っており、自らに与えられた兵器としての使命に疑問を抱いている。クラス番号の関係でミミと同部屋になり、彼女とペアを組んでいる。
カガリ・ミミ
声 - 日高里菜
シーナのもとにやってきた謎の少女。決して死なない学校の秘密兵器と噂される。見た目の幼さや言動の無邪気さからは想像できないほどの力を有しており、敵を殺すことにためらいがない。戦闘で人としての原形をとどめないほど傷ついても復活することができる。
リジィ・セイラン
声 - 瀬戸麻沙美
シーナたちのクラスメイトである少女。生真面目で正義感が強い。アリと行動をともにしており、彼女と友情以上の強い繋がりを垣間見せる。
モード・アリ
声 - 石川由依
シーナたちのクラスメイトである少女。笑顔を絶やさずおっとりしている。思ったことを直球で口に出すきらいがあり、その都度セイランを翻弄している。
フラン
「学校」の保健医。修復魔法に長けている。戦闘から帰還したミミの世話をしているが、毎回ボロボロに傷ついて帰ってくる彼女に手を焼いている。
オミ
「学校」の14クラスの教師。眼鏡をかけた女性。
エスタ
16クラスの生徒でシーナ達の先輩。穏やかな性格。一人称は「僕」。返礼の日にシーナ達と知り合う。2話で初登場し、その後ルームメイトと死別した模様。

## 用語
国戦用魔術兵器育成機関（こくせんようまじゅつへいきいくせいきかん）
戦争用の兵器を育成する施設。孤児院を兼ねており、ここで暮らす子供たちからは専ら「学校」と呼ばれる。
10歳から17歳までの身寄りのない子供を受け入れ、魔法を用いた人殺しの方法を教育している。
祈りの時間（いのりのじかん）
戦争で命を落とした生徒を追悼する時間。「学校」の地下講堂で行われる。
戦場に駆り出された生徒は亡くなると体が消えるよう管理されているため、亡骸が「学校」に帰ってくることはない。
修復魔法（しゅうふくまほう）
傷を癒すための魔法。口づけにより魔力を直接体内へ注ぎ込み、修復させる。
欠損した四肢の修復なども可能だが、その分失敗のリスクが高い。
返礼の日（へんれいのひ）
生徒たちが「学校」を掃除する日。クラスごとに掃除場所が割り当てられている。また、生徒たちの不用品が出され、他の生徒に引き取らせるイベントがある。

## 書誌情報
- あおのなち 『きみが死ぬまで恋をしたい』 一迅社〈百合姫コミックス〉、既刊8巻（2025年3月17日現在）
  1. 2019年1月18日発売[10]、ISBN 978-4-7580-7898-6
  2. 2019年7月18日発売[11]、ISBN 978-4-7580-7964-8
  3. 2020年7月31日発売[12]、ISBN 978-4-7580-2147-0
  4. 2021年6月30日発売[5][13]、ISBN 978-4-7580-2267-5
  5. 2022年4月30日発売[14][15]、ISBN 978-4-7580-2399-3 / ISBN 978-4-7580-2400-6（特装版）
  6. 2023年1月25日発売[16]、ISBN 978-4-7580-2497-6
  7. 2024年2月29日発売[17]、ISBN 978-4-7580-2648-2
  8. 2025年3月17日発売[18]、ISBN 978-4-7580-2865-3

## テレビアニメ
2025年3月にテレビアニメ化が発表された。

### スタッフ
- 監督 - かくちたくだい[8]
- 副監督 - 友田康[8]
- シリーズ構成・脚本 - 花田十輝[8]
- キャラクターデザイン - 油布京子[8]
- 音楽 - 橋本由香利[8]
- プロデュース - インフィニット[8]
- プロダクトサポート - EVOLROAR[8]
- アニメーション制作 - ROLL2[8]